# 能満寺のソテツ

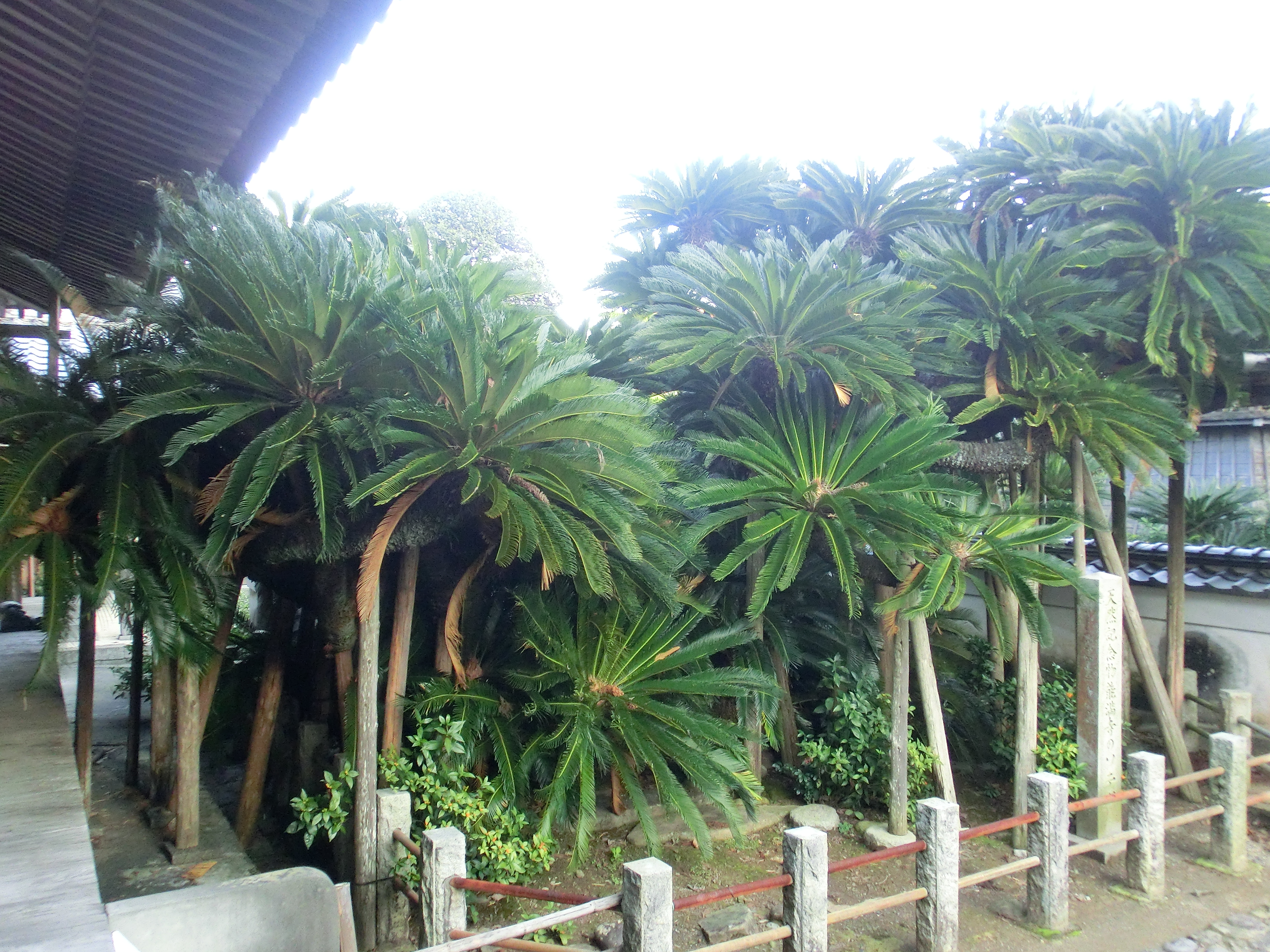
能満寺のソテツ

能満寺のソテツ（のうまんじのソテツ）は、静岡県榛原郡吉田町の能満寺境内にあるソテツである。

## 概要

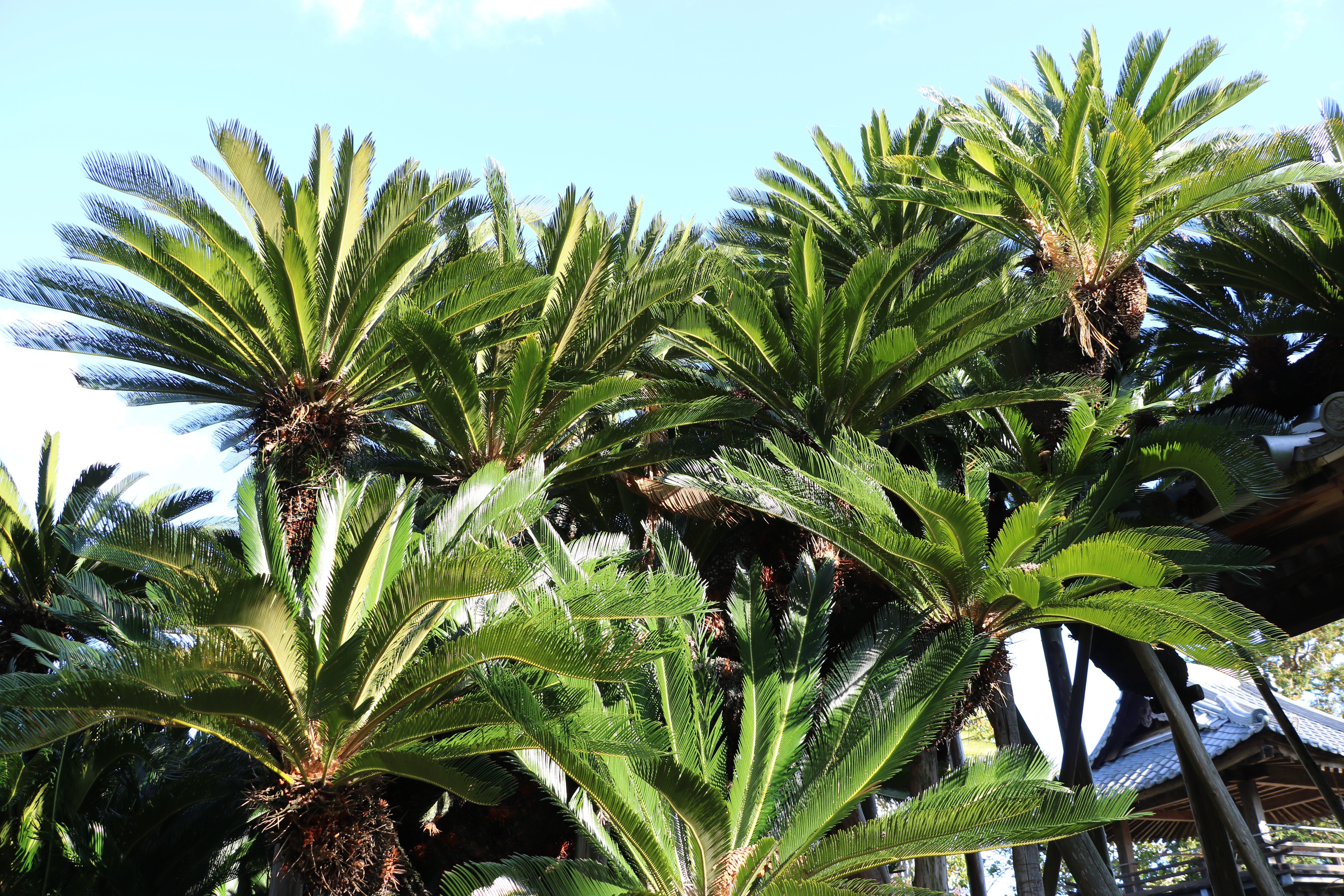
能満寺のソテツ

大阪の妙国寺のソテツ、静岡市清水区の龍華寺のソテツとともに、日本のソテツの三名木と呼ばれており、1924年（大正13年）、国の天然記念物に指定された。1000年頃、陰陽師として有名な安倍晴明が、能満寺に植えたと伝えられている。

## 伝説

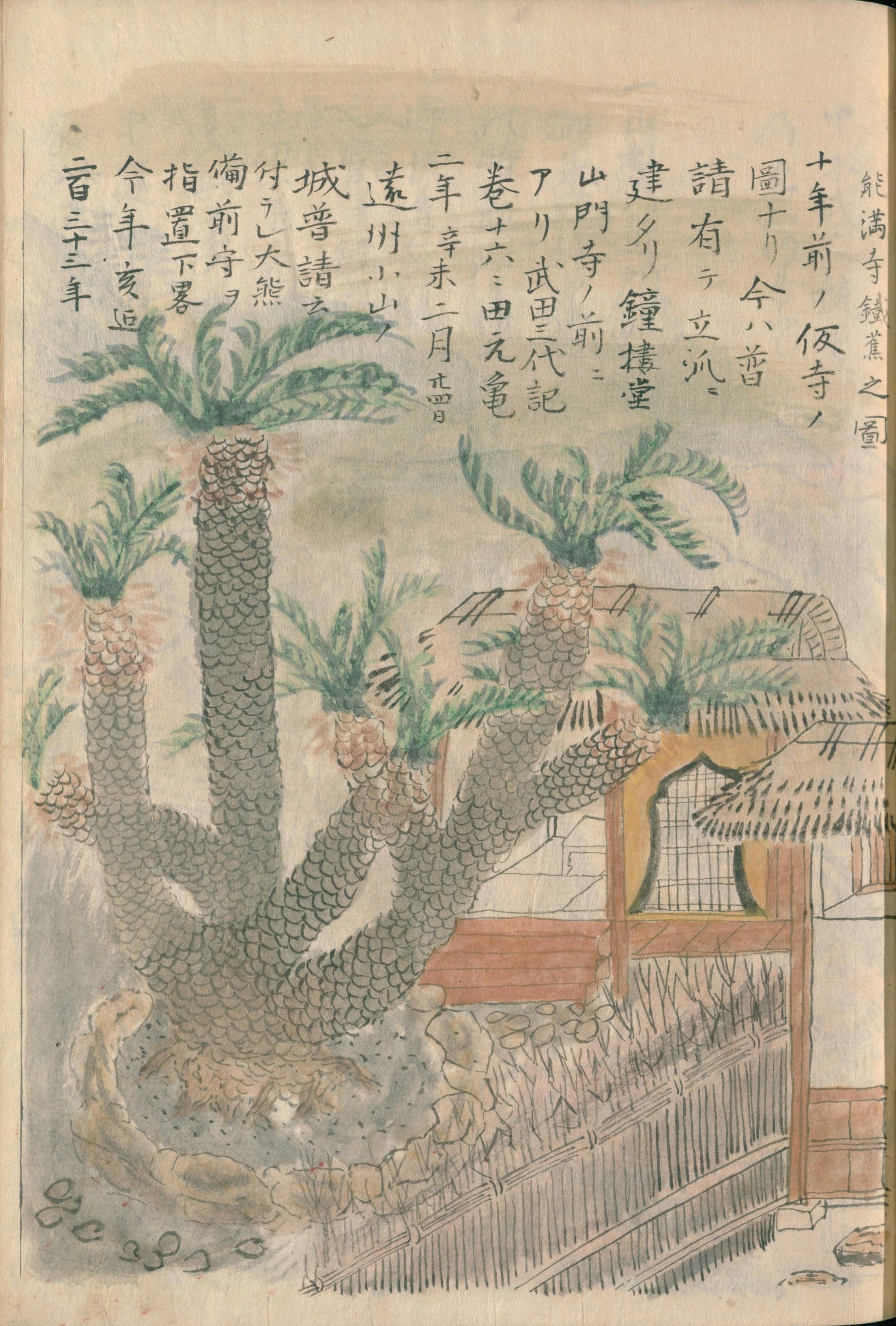
能満寺のソテツを描いた江戸時代の彩色画（「能満寺鐡蕉之圖」藤長庚編集『遠江古蹟圖會』1803年。国立国会図書館蔵）

能満寺のソテツには次のような2つの言い伝えがある。

### 大蛇とソテツ
安倍晴明が大井川を流れて来た大蛇を見つけ、これを葬り、その上にソテツを植えた。すると、ソテツは、大蛇の精をうけて大きく大蛇のような姿になった。そこで、晴明は、人々に害を与えないように、大蛇の精を封じたと言われている。

### 泣いたソテツ
駿府城にいた徳川家康が、ある時、能満寺を訪れ、ソテツのみごとさに驚いて、どうしてもソテツをほしくなった。家康の頼みに、住職も仕方なくソテツを掘り起こし、船に乗せて駿府城へと運びこんだ。すると数日後の夜から、毎夜、城の庭で人の泣く声がする。調べてみると、「能満寺へ帰りたい。能満寺へ帰りたい。」とソテツが泣いていることがわかった。家康は後難を恐れ、仕方なくソテツを能満寺へ送り返したという。

## 所在地
静岡県榛原郡吉田町片岡